# ×Diaphanangis
× Diaphanangis, (abreviado Dpgs) en el comercio, es un híbrido intergenérico entre los géneros de orquídeas Aerangis × Diaphananthe. Fue publicado en Orchid Rev. 94, cppo: 8 (1986).